# Haus Kirschheide

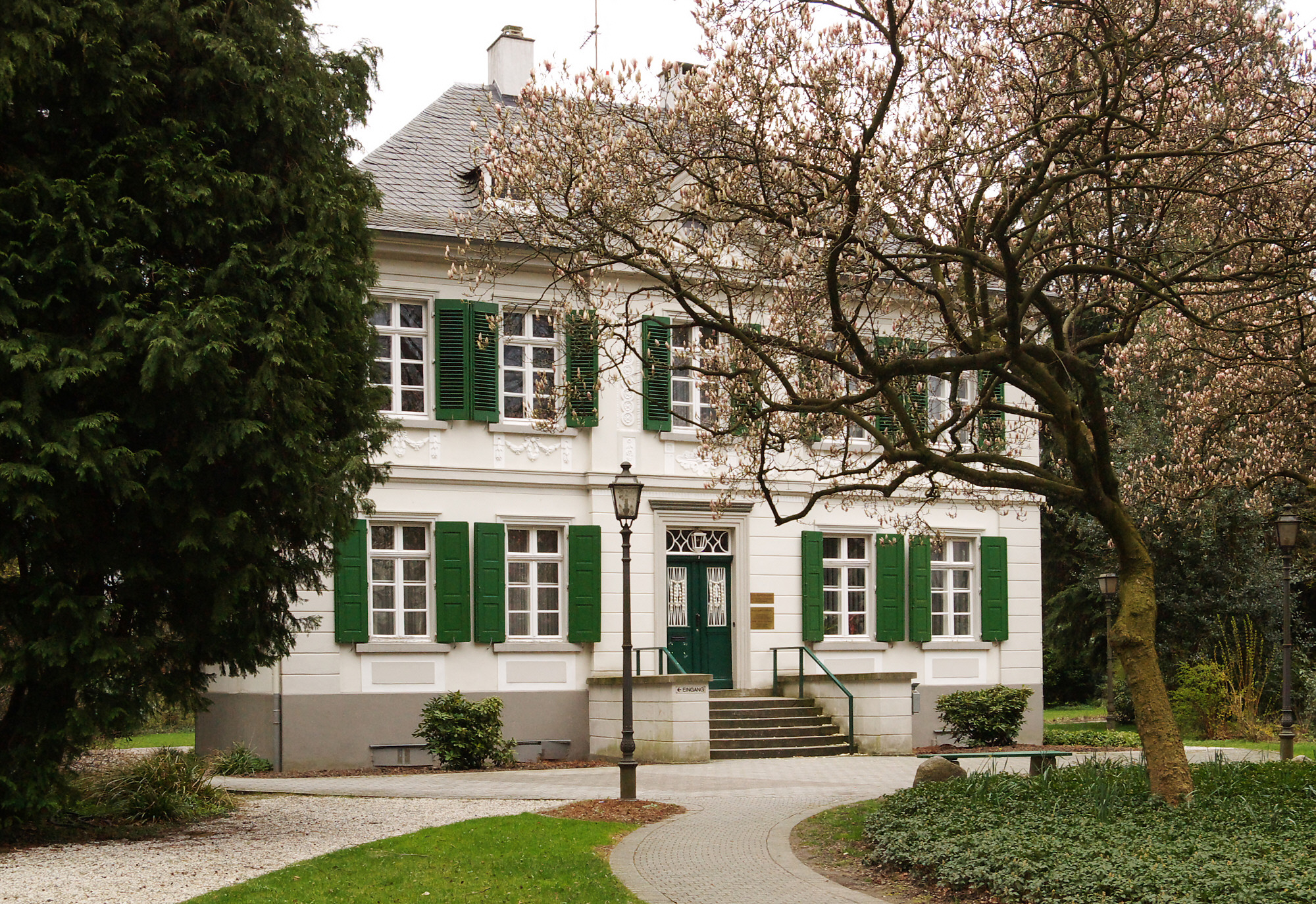
Haus Kirschheide

Haus Kirschheide ist eine denkmalgeschützte Villa in Solingen-Höhscheid.
Das Haus liegt an der Neuenhofer Straße 36 in einem Park mit altem Baumbestand gegenüber der Villa Lindenhof. Der freistehende und von der Straße zurückgesetzte zweigeschossige Putzbau wurde 1782 bis 1785 in zeittypischen frühklassizistischen Formen mit Zopfstilelementen und spätbarocken Reminiszenzen für den Kaufmann J. A. Knecht errichtet. Der walmdachgedeckte Bau weist Werksteingliederungen sowie einen von einem Dreiecksgiebel bekrönten mittigen Eingangsrisalit auf, im rückseitigen, stark vorgezogenen Mittelrisalit liegt das Treppenhaus. 
Der Stahlkaufmann Knecht nutzte das Gebäude als Wohn- und Geschäftshaus. Nach 1815 wurde es für 15 Jahre zum Amtssitz des preußischen Landrates des Kreises Solingen. 1920 erwarb die Fabrikantenfamilie Felix das Haus Kirschheide und ließ es renovieren. Die nächste große Renovation ging von der Stadt Solingen aus, die das Haus 1967 gekauft hatte und anfänglich niederreißen wollte. Seit 1993 ist im Haus das Standesamt der Stadt Solingen untergebracht.